# Pirogallolo 1,2-ossigenasi
La pirogallolo 1,2-ossigenasi è un enzima appartenente alla classe delle ossidoreduttasi, che catalizza la seguente reazione:
1,2,3-triidrossibenzene + O2 ⇄ (Z)-5-ossoesa-2-enedioato